# Tadeusz Rydzyk
Tadeusz Rydzyk, connu aussi sous le surnom de « Père Directeur » (né le 3 mai 1945 à Olkusz) est un prêtre catholique polonais, théologien rédemptoriste et propriétaire d'un groupe de médias.

## Parcours
Il a étudié au grand séminaire rédemptoriste de Tuchów et a été ordonné prêtre en 1971. Il est diplômé de l'Académie de théologie catholique de Varsovie et ancien recteur (et cofondateur) de la Haute école de Culture sociale et médiatique, à Toruń.
De 1986 à 1991, il tente de rejoindre à Balderschwang, en Allemagne, la radio catholique Radio Maria International, interdite plus tard, et renommée Radio Horeb. Quelques mois plus tard, Rydzyk revient en Pologne.
Il fonde en 1991 Radio Maryja, puis le quotidien Nasz Dziennik (pl) (Notre quotidien) en 1998, et enfin la chaîne de télévision privée Trwam (Je perdure), en 2003.
À cette occasion, il crée la Fondation Lux Veritatis, regroupant ces organes médiatiques, ainsi que l'école de Toruń qu'il a fondée.
Réputé pour son charisme, Tadeusz Rydzyk est aussi connu pour la défense des thèses créationnistes, son opposition à la franc-maçonnerie, son nationalisme et ses propos anti-sémites. Il a souvent soutenu aux élections polonaises les formations Ligue des familles polonaises et Droit et Justice. Il s'en détache pourtant une fois l'accession au pouvoir de ces deux formations.
Il est surnommé ojciec dyrektor (Père directeur) ou ojciec Założyciel (Père fondateur). Le libéral Donald Tusk a raillé son soutien au pouvoir en place en le désignant à la tête de la « coalition des bérets en mohair » (allusion à sa popularité dans les milieux ruraux, et principalement chez les femmes âgées).
Si lors de son séjour en Pologne en mai 2006, Benoît XVI ne s'est pas prononcé sur son attitude envers le père Rydzyk, le Vatican a ouvertement mis en demeure l'Église polonaise de régler « la pénible affaire de Radio Maryja qui doit être considérée avec attention et fermeté ».
En août 2007, il a été reçu en audience par le pape, suscitant la colère de Shimon Samuels, directeur des relations internationales du Centre Simon Wiesenthal en Europe, qui a souhaité que le Vatican « présente ses excuses ».